# ماندرشاید (بیتبورگ-پروم)
ماندرشاید (به آلمانی: Manderscheid) یک شهر در آلمان است که در بیتبورگ-پروم واقع شده‌است.